# Gilbert de Brionne
Gilbert lub Gilbert Crispin (ur. 1000, zm. 1040) – normandzki szlachcic, hrabia d'Eu i hrabia Brionne, jedyny syn hrabiego Godfryda, syna księcia Normandii Ryszarda I Nieustraszonego.
W 1015 r. odziedziczył tytuły hrabiowskie swego ojca, stając się jednym z najpotężniejszych feudałów w księstwie Normandii. Po śmierci księcia Roberta I Wspaniałego Gilbert został jednym z opiekunów małego księcia Wilhelma II. Normandia rychło pogrążyła się w wewnętrznych walkach między feudałami. Walczono również o opiekę nad księciem Wilhelmem, a co za tym idzie o władzę nad księstwem. Jedną z ofiar tej walki stał się Gilbert, który został zamordowany w 1040 r. Synowie Gilberta uciekli po tym wydarzeniu na dwór hrabiego Baldwina V Flandryjskiego.
Gilbert był hojnym sponsorem opactwa w Bec, ufundowanego w 1031 r. przez jednego z jego rycerzy, Herluina.
W 1012 r. hrabia poślubił Gunnorę d'Aunou. Miał z nią trzech synów i córkę:
- Esilla Crispin (1028–1072), żona Wilhelma Maleta, pana de Granville
- Roger de Candiæ (ur. 1029)
- Richard Fitz Gilbert (1030–1090)
- Baldwin FitzGilbert (zm. 1090)